# 馬丁斯克里克 (北卡羅萊納州)
馬丁斯克里克（英語：Martins Creek）是位於美國北卡羅萊納州切羅基縣的非建制地區。

## 地理
馬丁斯克里克所處的海拔為高於海平面507米（即1663英呎），而該地所採用的時區為UTC-5，即北美东部时区（EST）。同時該地設有夏令時間，為UTC-5調快一小時，即UTC-4（EDT）。